# Perry Mason (serie de televisión de 2020)
Perry Mason es una serie de televisión de drama periódico histórico estadounidense, basada en el personaje del mismo nombre de Erle Stanley Gardner, que se estrenó el 21 de junio de 2020 en HBO. La serie fue creada y escrita por Rolin Jones y Ron Fitzgerald, y es protagonizada por Matthew Rhys. En julio de 2020, la serie fue renovada para una segunda temporada.

## Argumento
En 1932, la Gran Depresión se apodera de los Estados Unidos pero Los Ángeles está prosperando gracias al auge del petróleo, la industria del cine, los Juegos Olímpicos de Los Ángeles 1932, y un masivo renacimiento cristiano evangélico. El investigador privado Perry Mason es contratado para un sensacional juicio por secuestro de niños y su investigación presagia importantes consecuencias para Mason, su cliente y la ciudad misma.

## Elenco y personajes

### Principal
- Matthew Rhys como Perry Mason, un investigador privado.
- Juliet Rylance como Della Street, la leal y decidida secretaria legal de E. B. Jonathan
- Chris Chalk como Paul Drake, un patrullero.
- Shea Whigham como Pete Strickland, compañero de trabajo de Mason
- Tatiana Maslany como la Hermana Alice McKeegan, una predicadora y líder de la Asamblea Radiante de Dios.
- John Lithgow como Elias Birchard «E. B.» Jonathan, un abogado luchador y empleador habitual de Perry Mason.

### Recurrente
- Nate Corddry como Matthew Dodson, el dueño de una tienda de comestibles cuyo hijo de un año, Charlie, fue secuestrado y posteriormente asesinado.
- Verónica Falcón como Lupe Gibbs, una piloto de aviación que tiene una relación sexual con Mason.
- Jefferson Mays como Virgil Sheets, un asistente en la morgue de la ciudad y amigo de Mason.
- Madeline Zima como Velma Fuller, una joven y prometedora actriz.
- Gayle Rankin como Emily Dodson, la madre de Charlie Dodson, un niño de un año que es misteriosamente secuestrado y muerto.
- Lili Taylor como Birdy McKeegan, la madre y consejera de Alice.
- Andrew Howard como el Detective Ennis, un detective del Departamento de Policía de Los Ángeles.
- Eric Lange como el Detective Holcomb, un detective del Departamento de Policía de Los Ángeles.
- Robert Patrick como Herman Baggerly, un hombre poderoso que contrata a E. B. Jonathan y a Mason para investigar el secuestro.
- Stephen Root como Maynard Barnes, el fiscal de distrito de Los Ángeles.
- Justin Kirk como Hamilton Burger, otro fiscal de distrito que ofrece asesoramiento legal a Mason.

## Episodios
| N.º | Título          | Dirigido por        | Escrito por                               | Fecha de emisión original | Audiencia (millones) |
| --- | --------------- | ------------------- | ----------------------------------------- | ------------------------- | -------------------- |
| 1 | «Chapter One»   | Tim Van Patten      | Guion de: Rolin Jones & Ron Fitzgerald    | 21 de junio de 2020       | 0.88                 |
| A finales de 1931, en Los Ángeles, el investigador privado Perry Mason es asignado por su amigo y mentor, E.B. Jonathan, y a instancias del magnate Herman Baggerly, al caso de Charlie Dodson, un niño que fue secuestrado y al que se le abrieron los ojos antes de su muerte en misteriosas circunstancias. Mason rápidamente sospecha de las circunstancias que rodean el caso, especialmente el rescate de 100 000 dólares. El propio Mason lucha con la bebida, la separación de su esposa e hijo, y su intento de chantajear a los ejecutivos de Hollywood, que va mal. Mientras tanto, mientras Mason obtiene información, el corrupto detective Ennis visita a los secuestradores de Charlie y los asesina a los tres. |                 |                     |                                           |                           |                      |
| 2 | «Chapter Two»   | Tim Van Patten      | Rolin Jones & Ron Fitzgerald              | 28 de junio de 2020       | 0.80                 |
| Los detectives Holcomb y Ennis, así como el fiscal del distrito de Los Ángeles Maynard Barnes, abordan al padre de Charlie, Matthew, con pruebas plantadas por Ennis y la revelación de que Baggerly es el padre de Matthew; Matthew queda arrestado. Mason y Baggerly empiezan a desconfiar el uno del otro; Mason debido a que Baggerly no se desentiende de su paternidad, y Baggerly debido a la baja militar de Mason. El adepto oficial de policía Paul Drake, que encontró los cuerpos de dos de los secuestradores, es interrogado por Holcomb y Ennis, que lo tratan con una condescendencia intolerante. Mason rastrea una serie de llamadas telefónicas misteriosas hechas por la madre de Charlie, Emily, a un hombre llamado George, encontrándolo muerto de aparente suicidio y cartas que prueban una aventura con Emily. En el funeral de Charlie, después de un emotivo e improvisado sermón de la predicadora evangélica Hermana Alice, Emily es arrestada públicamente como resultado de los hallazgos de Mason. |                 |                     |                                           |                           |                      |
| 3 | «Chapter Three» | Tim Van Patten      | Rolin Jones & Ron Fitzgerald              | 5 de julio de 2020        | 0.95                 |
| Barnes busca una condena por conspiración para Emily así como la pena de muerte. En la lectura de cargos de Emily, los disturbios estallan cuando Emily casi se declara culpable y Barnes solicita una fianza de 25 000 dólares, que el juez acepta. Creyendo la culpabilidad de Emily, Baggerly abruptamente deja de financiar a Jonathan y su equipo. Mientras tanto, el socio de Mason, Pete Strickland, desentierra la información que vincula a Gannon con un trabajo en un casino local, pero el antiguo jefe de Gannon le dice a Mason que se fue voluntariamente por razones religiosas. Cada vez más convencido de que Gannon fue incriminado, Mason busca a Drake para aclarar el informe policial de Drake; Drake se niega a hablar con él, habiendo sido amenazado por Ennis. Sin embargo, el escepticismo de Drake le lleva a compartir sus pruebas con Mason, incluyendo las dentaduras rotas que encontró cerca de la escena del crimen. Mason y Strickland se cuelan en la morgue y confirman que la dentadura postiza pertenecía a Gannon. Della Street, la secretaria de Jonathan, descubre a Ennis y Holcomb intentando forzar violentamente una confesión de Emily. Alice sufre un repentino ataque durante una actuación en la iglesia, y al recuperarse, afirma que Dios le dijo que «resucitara» a Charlie. |                 |                     |                                           |                           |                      |
| 4 | «Chapter Four»  | Deniz Gamze Ergüven | Steven Hanna & Sarah Kelly Kaplan         | 12 de julio de 2020       | 0.71                 |
| Horrorizados por la afirmación de Alice, Baggerly y los otros financistas de la iglesia exigen una retractación después de que su declaración llegue a los periódicos. Alice comienza a emitir una retractación pública, pero cuando una de sus congregaciones hace una muestra de apoyo, proclama la inocencia de Emily y reafirma su declaración. Mason y Strickland, habiendo robado el cuerpo de Gannon, lo tiran en un campo de golf para convencer al forense Virgil Sheets de que haga una autopsia oficial. Además, al seguir los pasos de los secuestradores, descubren una conexión con una logia local de Elks, encontrando a Ennis en la asistencia. Comparten sus pruebas y teorías con Jonathan, que intenta usarlas para que Barnes retire los cargos, sólo para que Barnes le amenace con falsas acusaciones de robo que harían que le inhabilitaran. Sacudido por esto, y por la negativa del banco a darle un préstamo, Jonathan intenta que Emily se declare culpable, pero cambia de opinión y la insta a luchar. Sin embargo, al día siguiente, Jonathan muere por suicidio. |                 |                     |                                           |                           |                      |
| 5 | «Chapter Five»  | Deniz Gamze Ergüven | Eleanor Burgess                           | 19 de julio de 2020       | 0.88                 |
| Después de que Street encuentra el cuerpo de Jonathan, ella y Mason viajan a San Francisco para reunirse con su familia. Mason sale temprano para visitar a su hijo Theodore y a su exesposa Linda, quien niega la petición de Mason de que Theodore viva temporalmente con él. Mientras tanto, Strickland comienza a seguir a Ennis, quien finalmente lo encuentra e intenta culpar a Holcomb; esto sólo aumenta las sospechas de Strickland. Alice convence a su escéptica madre, Birdy McKeegan, de usar los fondos de la iglesia para pagar la fianza de Emily y servir como su guardián, causando que la iglesia se divida aún más. Cuando el nuevo abogado de Emily nombrado por el tribunal rápidamente da una impresión negativa, Street descubre que está trabajando con Barnes. Mientras la rabia de Mason por el sistema legal llega a un punto de ruptura, Street falsifica una carta de Jonathan nombrando a Mason como la nueva representación de Emily, a lo que accede. Con la ayuda del ayudante del fiscal del distrito Hamilton Burger, Mason pasa la barra y se convierte en abogado. |                 |                     |                                           |                           |                      |
| 6 | «Chapter Six»   | Deniz Gamze Ergüven | Kevin Hynes                               | 26 de julio de 2020       | 0.96                 |
| El juicio comienza mal cuando Mason se esfuerza en hacer su declaración inicial y Barnes llama a un testigo sorpresa, el gerente de un hotel, que testifica que Charlie fue colocado solo en una habitación mientras que Gannon y Emily tuvieron una cita en una habitación contigua. Strickland descubre pruebas que sugieren que Gannon estaba robando en la iglesia. También anima a Mason a usar la dentadura postiza de Gannon en el tribunal, aunque Mason teme traicionar a Drake. Mason intenta que Drake mencione la dentadura postiza durante el interrogatorio, sin éxito. Drake visita más tarde a Mason y, decidido a ayudar, le da a Mason un sobre oficial de pruebas para que pueda presentar la dentadura postiza en la corte. Sin embargo, el juez lo considera inadmisible. Street usa la información de Strickland para encontrar pruebas que impliquen a Baggerly, pero el último testigo de Barnes testifica falsamente al escuchar una confesión de Emily, causando un caos. Mason viaja a una dirección proporcionada por Street, encontrando a un hombre llamado Jim Hicks que le dice a Mason que lo ha estado esperando. |                 |                     |                                           |                           |                      |
| 7 | «Chapter Seven» | Tim Van Patten      | Howard Korder                             | 2 de agosto de 2020       | 1.04                 |
| Hicks, que era el contable de Gannon entre otros, revela a Mason (y más tarde en su testimonio) que fue un participante vacilante en un esquema de colusión financiera entre Gannon, Baggerly y el diácono de la iglesia Eric Seidel. Mason presenta los registros financieros de Hicks que prueban que la iglesia tenía una deuda de 100 000 dólares. Strickland sigue a un ansioso Seidel con la esperanza de que testifique, pero Seidel escapa. Seidel acude a Ennis por ayuda, pero Ennis lo asesina. Drake comienza su propia investigación sobre los secuestradores muertos, descubriendo otra conexión con Ennis. Mason se entera en un burdel local de que Ennis estaba acompañado por una prostituta ahora muerta; él teoriza que amamantar a una mujer fuertemente drogada sería mortal para un bebé, lo cual confirma Sheets. Al día siguiente, la ceremonia de «resurrección» de Alice es un desastre cuando el ataúd de Charlie está vacío, pero Birdy viaja con ella a un lugar predeterminado donde encuentra un bebé diferente y afirma que es Charlie. Cada vez más desilusionada, Alice huye de la escena en apuros. |                 |                     |                                           |                           |                      |
| 8 | «Chapter Eight» | Tim Van Patten      | Rolin Jones, Ron Fitzgerald & Kevin Hynes | 9 de agosto de 2020       | 1.12                 |
| Burger le aconseja a Mason que descanse su caso y ponga sus esperanzas en el testimonio de Hicks. Street, en cambio, sugiere que Mason ponga a Emily en el estrado, con lo que está de acuerdo. Sin embargo, durante el interrogatorio de Barnes, consigue que Emily reclame al menos una responsabilidad parcial por la muerte de Charlie. Mason hace un apasionado alegato final culpando a Barnes de atacar el carácter de Emily en lugar de buscar la verdad. Después de cinco días de deliberación, el jurado queda en punto muerto y el juez declara el juicio nulo; se revela que Strickland sobornó a uno de los jurados, aunque ese jurado luego revela que otros dos jurados votaron legítimamente como no culpables. Mientras tanto, Drake renuncia a la policía, Strickland deja a Mason para trabajar para Burger, Alice desaparece y Holcomb hace que asesinen a Ennis. Emily adopta el bebé que Birdy encontró, y se une a la nueva iglesia ambulante basada en el milagro de Birdy. Mason se muda a la oficina de Jonathan, tomando a Street como su secretaria (y futura compañera) y a Drake como su detective principal. Mason encuentra a Alice trabajando como camarera, y se vinculan por su soledad. |                 |                     |                                           |                           |                      |

## Producción

### Desarrollo
El 15 de agosto de 2016, se anunció que HBO estaba desarrollando una serie de drama, basada en las historias de Perry Mason escritas por Erle Stanley Gardner. Se esperaba que la producción fuera escrita por Nic Pizzolatto, quien también estaría en la producción ejecutiva junto con Robert Downey Jr. y Joe Horacek. Las compañías de producción para la serie incluyeron a Team Downey, entre otras. El 25 de agosto de 2017, se anunció que Pizzolatto había abandonado la producción para centrarse en el tercera temporada de True Detective y que sería reemplazado como escritor del proyecto por Rolin Jones y Ron Fitzgerald.
El 14 de enero de 2019, se anunció que HBO había ordenado la producción de la serie. Se anunció además que Jones, Fitzgerald, Susan Downey, y Amanda Burrell servirían como productores ejecutivos adicionales; Matthew Rhys serviría como productor, y que la producción estaba en proceso de contratar a un director. Jones y Fitzgerald sirvieron como showrunners de la serie. En marzo, Tim Van Patten fue anunciado como director y productor ejecutivo. El 22 de julio de 2020, HBO renovó la serie para una segunda temporada.

### Casting
Junto con el anuncio inicial de la producción de la miniserie, se anunció que Robert Downey Jr. protagonizaría la serie, interpretando a Perry Mason. El 25 de julio de 2018, se informó que Downey había abandonado el papel debido a su agenda de películas y que se estaba buscando un sustituto.  El 14 de enero de 2019, se anunció que Matthew Rhys había sido elegido para reemplazar a Downey. En abril de 2019, se anunció que Tatiana Maslany se había unido al elenco. En mayo de 2019, se anunció que John Lithgow se había unido al elenco. En junio de 2019, se anunció que Chris Chalk y Shea Whigham se habían unido al elenco principal, con Nate Corddry, Verónica Falcón, Jefferson Mays, Gayle Rankin y Lili Taylor uniéndose al elenco recurrente. En julio de 2019, se anunció que Juliet Rylance, Andrew Howard, Eric Lange, Robert Patrick y Stephen Root se habían unido al elenco. En octubre de 2019, se anunció que Justin Kirk se había unido al elenco recurrente.

## Recepción

### Críticas
En Rotten Tomatoes la serie tiene un índice de aprobación del 77 %, basado en setenta y tres reseñas, con una calificación promedio de 7.3/10. El consenso crítico del sitio dice: «Rebosante de actuaciones de primera clase y con estilo, el convincente misterio de Perry Mason compensa en gran parte su desordenada narración». En Metacritic, tiene un puntaje promedio ponderado de 67 sobre 100, basada en treinta y siete reseñas, lo que indica «críticas generalmente favorables».
Ben Travers de IndieWire dijo que la serie está «construida con confianza, paciencia y una voz calibrada para las audiencias de hoy» y le dio una B+, diciendo:

Perry Mason es una asombrosa hazaña visual tanto por sus marcos específicos como por la construcción del mundo en general. Hay imágenes sorprendentes de un perfil muy oscuro y espléndidas fotos de exteriores de lugares reales de Los Ángeles. En algunos espectáculos, las conversaciones íntimas entre dos personas pueden chocar con las escenas más grandiosas... Mason tiene la intuición (y el presupuesto) de no sólo equilibrar la opulencia visual con momentos más pequeños y privados, sino de mezclarlos.

### Audiencias
| N.º | Título          | Fecha de emisión    | ÍA (18–49) | Audiencia (millones) | DVR (18–49) | Audiencia DVR (millones) | Total (18–49) | Audiencia total (millones) |
| --- | --------------- | ------------------- | ---------- | -------------------- | ----------- | ------------------------ | ------------- | -------------------------- |
| 1   | «Chapter One»   | 21 de junio de 2020 | 0.1        | 0.884                | —           | 0.738                    | —             | 1.623                      |
| 2   | «Chapter Two»   | 28 de junio de 2020 | 0.1        | 0.799                | —           | 0.853                    | —             | 1.652                      |
| 3   | «Chapter Three» | 5 de julio de 2020  | 0.1        | 0.950                | 0.1         | 0.832                    | 0.2           | 1.782                      |
| 4   | «Chapter Four»  | 12 de julio de 2020 | 0.1        | 0.711                | —           | 0.713                    | —             | 1.424                      |
| 5   | «Chapter Five»  | 19 de julio de 2020 | 0.1        | 0.884                | —           | 0.766                    | —             | 1.650                      |
| 6   | «Chapter Six»   | 26 de julio de 2020 | 0.1        | 0.959                | 0.1         | 0.876                    | 0.2           | 1.835                      |
| 7   | «Chapter Seven» | 2 de agosto de 2020 | 0.1        | 1.038                | —           | 0.804                    | —             | 1.843                      |
| 8   | «Chapter Eight» | 9 de agosto de 2020 | 0.1        | 1.115                | —           | —                        | —             | —                          |